# Novendiales
Novendiales (от лат. Novendiales — девятидневный, от лат. novem «девять» и лат. dies «день») — девятидневный период траура, наступающий после смерти папы римского.
Дату похорон Папы определяет Генеральная конгрегация — собрание кардиналов на период Sede Vacante. Это апостольской конституции Universi Dominici Gregis, Папы Иоанна Павла II. Затем начинается Novendiales. В это время в базилике Святого Петра в Ватикане, ежедневно проводятся особые заупокойные службы, каждую из которых совершает высокопоставленный кардинал, который также произносит проповедь. После смерти Папы Франциска эти проповеди рассматриваются как возможность публично высказать свою позицию относительно понтификата Франциска и ожиданий от следующего Папы перед конклавом .
Эти церковные службы каждый день поручаются разным группам в зависимости от их связей с Ватиканом. Например, церковные службы Novendiales после похорон папы Иоанна Павла II было поручено разным кардиналам, представляющим различные общины верующих, составляющие Церковь:
- 1-й день: Заупокойная месса;
- 2-й день: верные Ватикана;
- 3-й день: Церковь Рима;
- 4-й день: капитулы патриарших базилик;
- 5-й день: Папская капелла;
- 6-й день: Римская курия;
- 7-й день: Восточные Церкви;
- 8-й день: члены институтов посвященной жизни и обществ апостольской жизни;
- 9-й и последний день Novendiales церковная служба проводится всеми кардиналами, уже собравшимися в ожидании конклава, на котором будет избран следующий понтифик.